# Василенко Володимир Аркадійович
Василенко Володимир Аркадійович (нар. 19 квітня 1954, Кіровоград)  — український педагог, доктор педагогічних наук, професор, ректор СПІ Педагогічна академія.

## Професійна та громадська діяльність
У 1976 році закінчив факультет англійської мови Кіровоградського педагогічного інституту імені О. С. Пушкіна. У 1978 році працював в педагогічному інституті  на посаді ст. лаборанта кафедри педагогіки. У 1979 році обраний на посаду викладача кафедри педагогіки. У 1979 – 1982 роках навчався в аспірантурі Київського державного педінституту ім. О. М. Горького за спеціальністю: теорія та історія педагогіки.
У 1982 – 1985 роках працював старшим викладачем кафедри педагогіки, заступником декана філологічного факультету Кіровоградського педінституту. У 1988 році обраний на посаду декана факультету іноземних мов.  У 1990 – 1993 роках перебував на посаді старшого наукового співробітника.  У 1993 році призначений деканом факультету іноземних мов.  У 1994 – 1996 роках – проректор з навчально-виховної роботи. З 1997 року – ректор Кіровогр. соц.-пед. ін-ту «Педагогічна Академія».
Кандидатську дисертацію на тему: «Проблема вдосконалення уроку в педагогічній спадщині В. О. Сухомлинського» захистив у 1982 році в Київському державному педінституті ім. О. М. Горького. Наукове звання «доцент» отримав у 1988 році.  
Докторську дисертацію на тему: «Концепція національної освіти Махатми Ганді»  захистив у 1994 році в Українському науково-дослідному інституті педагогіки. Вчене звання професора кафедри педагогіки отримав у 1996 році.  
Бере активну участь у атестації наукових кадрів, член двох рад із захисту кандидатських дисертацій, виступає опонентом дисертаційних досліджень, рецензує наукові видання. 

## Науковий доробок

### Найважливіші наукові та навчальні публікації

#### Книги
1. Воспитание души. Избранные педагогические сочинения М. К. Ганди/ Перевод с английского, вступительная статья и примечания доц. В. А. Василенко.- Кировоград, 1992.- 66 с.
2. Педагогика Правды и Ненасилия. Избранные педагогические сочинения М. К. Ганди/ Перевод с английского, вступительная статья и примечания В. А. Василенко.- Симферополь, 1993.- 124 с.
3. Махатма Ганди/ Перевод с английского, вступительная статья и примечания В. Василенко.- М.: Издательский Дом Шалвы Амонашвили, 1998.- 224 с. – (Антология [3]гуманной педагогики).
4. Рабиндранат Тагор/ Вступительная статья, составление и примечания В. Василенко.- М.: Издательский Дом Шалвы Амонашвили, 2005.- 221 с.- (Антология [3]гуманной педагогики).
5. Махатма Ганді. Педагогіка ненасильства/ Переклад з англійської, вступний нарис та упорядкування В. А. Василенка.- Кіровоград: Імекс-ЛТД, 2009.- 340 с.; іл..
6. Василенко В. А. Из истории приватного высшего образования в Центральной Украине.- Кировоград: Имекс-ЛТД, 2014.- 192 с.
7. Махатма  Ганді. Педагогіка ненасильства/ Переклад з англійської, вступний нарис та упорядкування В. А. Василенка.- Кіровоград: Імекс-ЛТД, 2016.- Вид. 2-ге, доп.- 400 с., іл..

#### Навчальні посібники
1. В. А. Сухомлинский о самовоспитании школьников.- Брянск, 1991.- 122 с. (в соавт. с В. С. Свиридовым, Н. А. Василенко).
2. Концепция [4]национального образования Махатмы Ганди: Пособие по спецкурсу для студентов педагогических институтов.- Кировоград, 1994.- 210 с.
3. Педагогічні погляди Рабіндраната Тагора: Навчальний посібник із спецкурсу.- Кіровоград: СПІ Педагогічна академія.- 2006.- 86 с.

#### Статті
1. Педагогические идеи в древнеиндийских «Законах Ману»// Очерки истории школы и педагогической мысли древнего и средневекового Востока: Сб. науч. тр./ Под ред. К. И. Салимовой.- М.: изд. АПН СССР, 1988, с. 66 – 81.
2. М. Ганди об основных принципах построения системы национального образования в Индии// Доклад научного совета АПН СССР.- М., 1991, с. 85 – 95.
3. Концепция [4]национального образования М. Ганди и ее значение для перестройки школы в независимых государствах// Доклад на XII сессии Научного совета АПН СССР, 1992, с. 189 – 192.
4. Программа курса истории педагогики для высших учебных заведений Украины/ История педагогики как учебный предмет (международное исследование).- М., 1995, с. 225 – 231.
5. Педагогічна діяльність та ідеї Рабіндраната Тагора (До 150-річчя з дня народження).- Наукові записки.- Випуск 102.- Серія: Педагогічні науки.- Кіровоград: РВВ КДПУ ім. В. Винниченка, 2012, с. 11 – 23.
6. Педагогічні погляди Чарльза Діккенса.- Наукові записки: Випуск 106.- Серія: Педагогічні науки.- Кіровоград: РВВ КДПУ ім. В. Винниченка, 2012, с. 10 – 15.